# Mani Sergi Fidenat
Mani Sergi Fidenat (en llatí: Manius Sergius C. f. C. n. Fidenas) va ser un magistrat romà del segle v aC. Formava part de la gens Sèrgia, una antiga gens romana d'origen patrici, i era de la família dels Sergi Fidenat.
Va ser tribú amb potestat consolar l'any 404 aC i altra vegada el 402 aC. La direcció del setge de Veïs li va ser encarregada pel senat conjuntament amb un altre tribú amb potestat consolar, Luci Virgini Tricost Esquilí, però l'enemistat entre ambdós, va fer desastrosa la campanya i els capenats i faliscs van anar a Veïs i van obligar els romans a aixecar el setge. Els dos tribuns tenien el comandament en camps separats. Fidenat va ser atacat per la gent de Veïs i pels seus aliats al mateix temps i com que no va voler demanar ajut al seu col·lega el superior nombre de l'enemic el va derrotar. Esquilí, per la seva banda, no va voler enviar ajut perquè no se li havia demanat. A causa d'aquest afer els dos van ser obligats a renunciar al càrrec abans d'acabar l'any i a l'any següent van ser jutjats i condemnat a pagar una multa.